# Steve LaTourette
Steven C. LaTourette, detto Steve (Cleveland, 22 luglio 1954 – McLean, 3 agosto 2016), è stato un politico e avvocato statunitense, membro della Camera dei Rappresentanti per lo stato dell'Ohio dal 1995 al 2013.

## Biografia
Allievo dell'Università del Michigan, LaTourette si laureò in legge e lavorò come procuratore della contea di Lake dal 1989 al 1994. In quell'anno infatti si era candidato per un seggio alla Camera dei Rappresentanti come repubblicano ed era riuscito a sconfiggere il deputato democratico in carica, sull'onda della cosiddetta "rivoluzione repubblicana" che coinvolse il Congresso durante queste elezioni.
Negli anni seguenti LaTourette fu sempre rieletto, anche quando nel 2002 cambiò distretto congressuale. Nel 2012 annunciò la sua intenzione di non concorrere per la rielezione e si ritirò dalla vita politica alla scadenza del mandato.
LaTourette era giudicato un moderato ed era membro della Republican Main Street Partnership.
È scomparso nel 2016 all'età di 62 anni a seguito di un tumore del pancreas.